# Giải vô địch bóng đá U-16 Đông Nam Á 2010
Giải vô địch bóng đá U-16 Đông Nam Á 2010 (AFF U-16 Preparatory Championship 2010) là giải bóng đá lần thứ 2 giữa các đội tuyển bóng đá dưới 16 tuổi các quốc gia Đông Nam Á do Liên đoàn bóng đá Đông Nam Á tổ chức tại Surakarta, Indonesia từ ngày 20 tháng 9 đến ngày 26 tháng 9 năm 2010.
Đây là giải mang tính tập huấn cho Giải vô địch bóng đá U-16 châu Á 2010.
Tham gia giải có 3 đội thành viên và 1 đội khách mời.

## Địa điểm thi đấu
- Sân vận động Manahan, Surakarta, Indonesia

## Vòng bảng
4 đội tham dự đấu vòng tròn một lượt tính điểm, hai đội đầu bảng xếp hạng sẽ đấu trận chung kết, hai đội còn lại sẽ tham gia trận tranh hạng 3.
| Đội        | Tr | T | H | B | BT | BB | HS | Đ |
| ---------- | -- | - | - | - | -- | -- | -- | - |
| Việt Nam   | 3  | 2 | 0 | 1 | 3  | 2  | +1 | 6 |
| Trung Quốc | 3  | 2 | 0 | 1 | 4  | 2  | +2 | 6 |
| Indonesia  | 3  | 1 | 0 | 2 | 2  | 4  | −2 | 3 |
| Đông Timor | 3  | 1 | 0 | 2 | 2  | 3  | −1 | 3 |

| Trung Quốc        | 0–1      | Việt Nam          |
| ----------------- | -------- | ----------------- |
| Lưu Nghị Minh 74' | Chi tiết | Đặng Anh Tuấn 84' |

| Indonesia    | 1–0      | Đông Timor |
| ------------ | -------- | ---------- |
| Antoni 90+1' | Chi tiết |            |

| Đông Timor | 0–1      | Trung Quốc   |
| ---------- | -------- | ------------ |
|            | Chi tiết | Lương Vũ 17' |

| Việt Nam     | 1–0      | Indonesia |
| ------------ | -------- | --------- |
| Nguyễn Đỏ 6' | Chi tiết |           |

| Việt Nam          | 1–2      | Đông Timor              |
| ----------------- | -------- | ----------------------- |
| Hồ Ngọc Thắng 57' | Chi tiết | Nidio 23' · Rogerio 75' |

| Indonesia               | 1–3      | Trung Quốc                                        |
| ----------------------- | -------- | ------------------------------------------------- |
| Tôn Chấn Cao 59' (l.n.) | Chi tiết | Lương Vũ 9' · Trần Sóc 18' · Thẩm Thiên Phong 70' |

## Tranh hạng ba
| Đông Timor              | 2–0      | Indonesia |
| ----------------------- | -------- | --------- |
| Fidel 50' · Rogerio 56' | Chi tiết |           |

## Chung kết
| Trung Quốc | 0–1      | Việt Nam            |
| ---------- | -------- | ------------------- |
|            | Chi tiết | Nguyễn Xuân Nam 44' |

## Đội vô địch
| Vô địch cúp bóng đá U-16 Đông Nam Á 2010 Việt Nam Lần thứ hai |

## Cầu thủ ghi bàn
2 bàn
- Lương Vũ
- Rogerio Seran

1 bàn
| - Trần Sóc - Thẩm Thiên Phong - Antoni Putra - Nidio Alves - Fidel Santos | - Đặng Anh Tuấn - Nguyễn Đỏ - Hồ Ngọc Thắng - Nguyễn Xuân Nam |  |  |

phản lưới nhà
- Tôn Chấn Cao (trong trận gặp Indonesia)

## Vua phá lưới
- Rogerio Seran (2 bàn)
- Lương Vũ (2 bàn)